# Тибо V (граф Шампани)
Тибо V Молодой (фр. Thibaut V de Champagne, 1238 — 4 декабря 1270) — граф Шампани и Бри, король Наварры под именем Теобальдо II (исп. Teobaldo II) с 1253 года, сын графа Тибо IV Шампанского и его третьей жены Маргариты де Бурбон и старший брат короля Наварры Генриха I Толстого.

## Биография
В 1253 году умер Теобальд I, и Тибо унаследовал трон Наварры и графство Шампани и Бри, когда ему едва исполнилось четырнадцать лет. Регентом страны при малолетнем короле стала его мать Маргарита вместе с Хайме I Арагонским до 1256 года, когда Теобальд достиг совершеннолетия.
27 ноября 1256 года он поклялся чтить хартию феодальных вольностей (Fueros) Наварры, которая ограничивала власть короля консультациями наставника из числа аристократов. До достижения им двадцати одного года Тибо был вынужден прислушиваться к мнению двенадцати магнатов, представлявших собой своего рода жюри. При поддержке папы Александра IV в 1257 и 1259 годах он ввел в Наварре французские ритуалы помазания и коронации для обоснования божественного происхождения монархии.
В других делах Тибо продолжал политику своего отца. Чтобы не допустить раздробления страны крупными феодалами, король обратился за поддержкой к городам. Тибо поддержал городское население, предоставив ему самоуправление, так как вследствие роста промышленности и торговли увеличивались и его доходы. Буржуазия поддержала монарха, обеспечив своевременное внесение денег в казну королевства. В 1266 году Тибо провел первую перепись населения страны, на тот момент в Наварре проживало 150 000 жителей. Он расширил фуэросы Памплоны до Ланса и Эстельи до Тьебаса и Торральба-дель-Рио. В 1269 году основал Эспиналь.
Умер бездетным. Ему наследовал его младший брат Генрих I Толстый.